# Дроммел, Джоэл
Джоэл Дроммел (нидерл. Joël Drommel; родился 16 ноября 1996 года, Бюссюм, Нидерланды) — нидерландский футболист, вратарь клуба ПСВ, выступающий на правах аренды за роттердамскую «Спарту».
Отец Джоэла — Пит-Ян Дроммел также являлся профессиональным футболистом.

## Клубная карьера
Дроммел — воспитанник клубов «Алмере Сити», «Эйсселмервогелс» и «Твенте». 27 февраля 2015 года в поединке против роттердамской «Спарты» Джоэл дебютировал в Эрстедивизи за дублирующий состав последнего. В сентябре в матче против столичного «Аякса» он дебютировал в Эредивизи.
15 июля 2025 года перешёл на правах аренды в роттердамскую «Спарту».

## Международная карьера
В 2015 году Дроммел в составе юношеской сборной Нидерландов принял участие в юношеском чемпионате Европы в Греции. На турнире он сыграл в матчах против команд Испании, Германии и России.

## Достижения
ПСВ
- Чемпион Нидерландов (2): 2023/24, 2024/25
- Обладатель Кубка Нидерландов (2): 2021/22, 2022/23
- Обладатель Суперкубка Нидерландов (3): 2021, 2022, 2023